# Roquefeuil
Roquefeuil (okzitanisch: Ròcafuèlh) ist eine südfranzösische Gemeinde mit 285 Einwohnern (Stand: 1. Januar 2022) im Süden des Départements Aude in der Region Okzitanien (vor 2016 Languedoc-Roussillon). Die Gemeinde gehört zum Arrondissement Limoux und zum Kanton La Haute-Vallée de l’Aude. Die Einwohner werden Roquefeuillois genannt.

## Lage
Roquefeuil liegt etwa 60 Kilometer südwestlich von Carcassonne. Umgeben wird Roquefeuil von den Nachbargemeinden Bélesta im Nordwesten und Norden, Rivel im Norden, Espezel im Osten, Niort-de-Sault im Süden sowie Belcaire und Fougax-et-Barrineuf im Westen.

## Bevölkerungsentwicklung
| Jahr                       | 1962 | 1968 | 1975 | 1982 | 1990 | 1999 | 2006 | 2019 |
| Einwohner                  | 378  | 355  | 304  | 278  | 262  | 277  | 273  | 294  |
| Quellen: Cassini und INSEE |      |      |      |      |      |      |      |      |

## Sehenswürdigkeiten

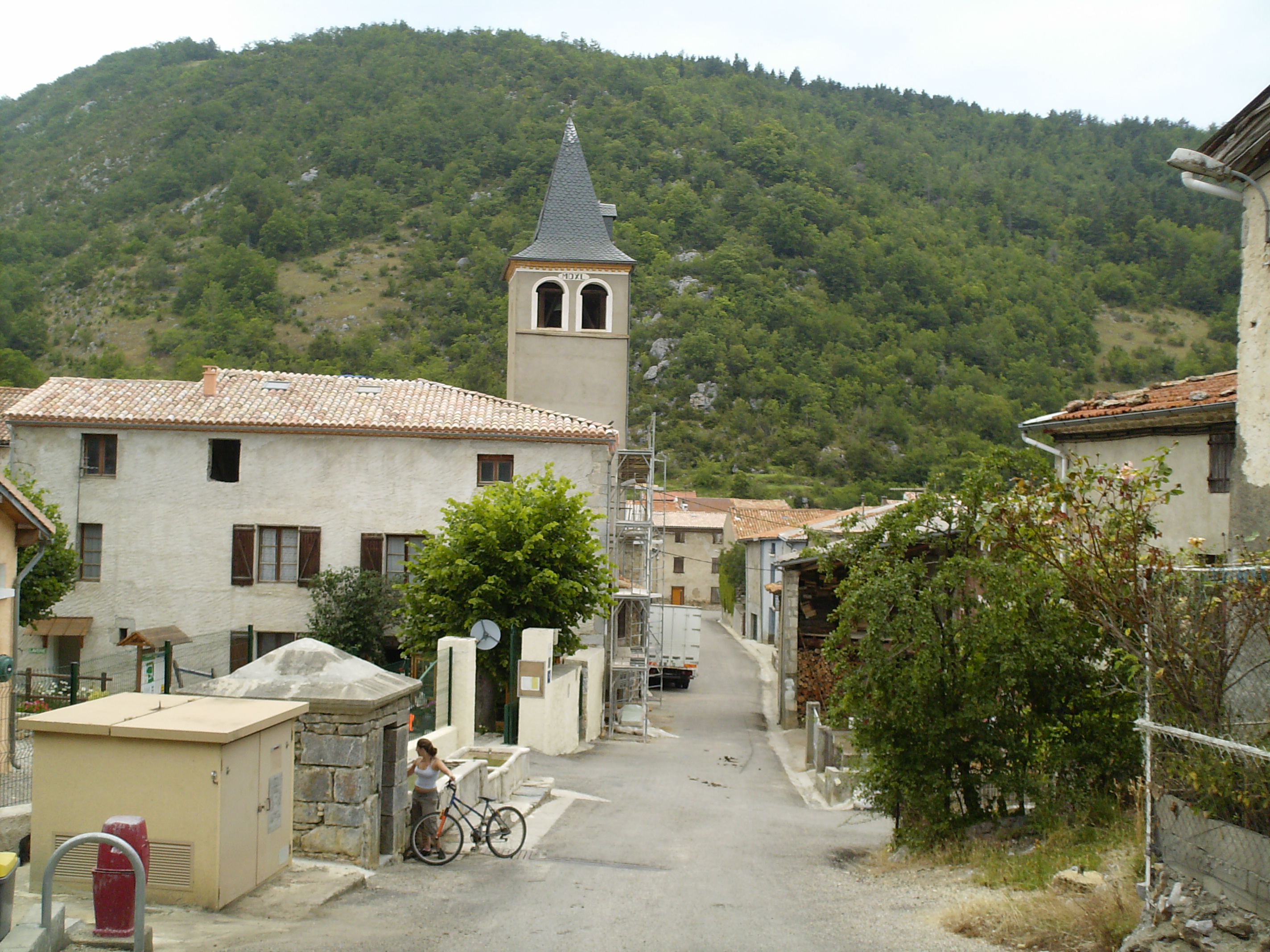
Kirche Saint-Étienne
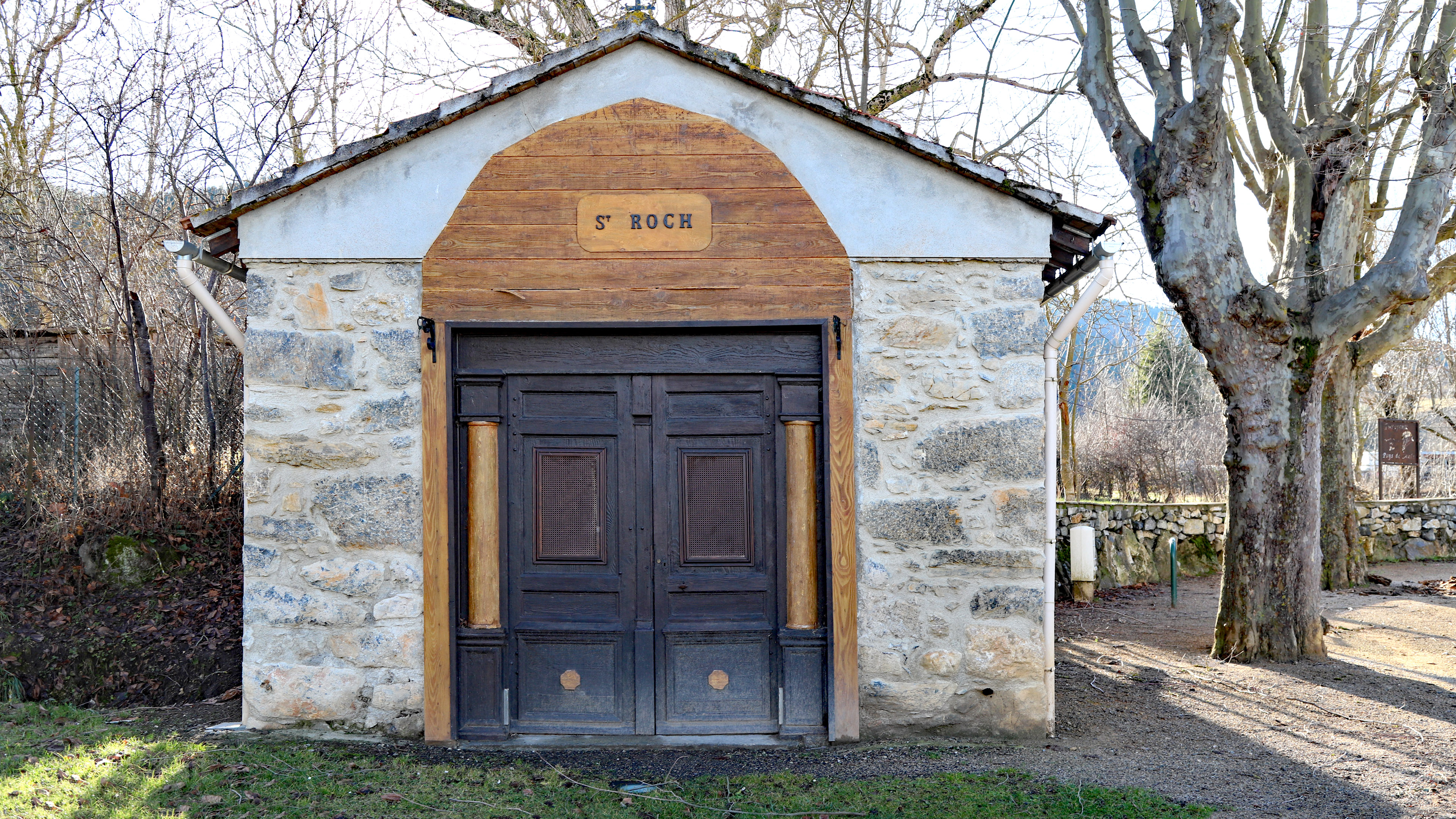
Kapelle Saint-Roch

- Kirche Saint-Étienne
- Kapelle Saint-Roch